# Памятник С. А. Есенину (Рязань)
Памятник С. А. Есенину в Рязани установлен на Трубежной набережной, находящейся в Советском районе города. Расположен на высоком берегу реки Трубеж — недалеко от Кремля, у церкви Спаса на Яру, в конце выходящего к реке бульвара.

## Открытие и описание памятника
2 октября 1975 года в Рязани на Трубежной набережной был открыт памятник поэту С. А. Есенину. Сооружение монумента приурочено к 80-летию со дня его рождения. На церемонии открытия присутствовали сёстры поэта Екатерина Александровна Есенина, Александра Александровна Есенина и старший сын Константин Сергеевич Есенин.
Неординарный по своему композиционному и образному решению памятник является исключительным вариантом русской монументальной скульптуры 1970-х годов. Его авторами стали известный советский скульптор, народный художник СССР и академик АХ СССР А. П. Кибальников и архитектор Бегунц Рубен Аветисович.
Крупная (4,4 м) бронзовая поясная фигура читающего стихи поэта с вдохновенно раскинутыми в стороны руками как бы вырастает из земли. Гранитный постамент, создающий иллюзию пластов земли, перекликается со складками рукавов и воротника рубашки. Невысокий, из серого и зеленоватого гранита стилобат и обширная, мощённая крупными плитами видовая площадка позволяют зрителю подойти вплотную к скульптуре, в которой тщательно проработанные черты портрета контрастируют с несколько обобщенной пластикой фигуры. Посаженные в углублении постамента берёзы, рябины и клёны и вырезанный на отдельном камне журавушка (один из любимых персонажей в творчестве Есенина) дополняют характеристику образа поэта.
Памятник С. А. Есенину сооружён на основании распоряжений Совета министров РСФСР № 3482-р от 7.09.1965, № 2151-р от 13.10.1970 и № 559-р от 22.04.1975.

## Другие памятники поэту в Рязани и в Константинове
Бюст и памятник
- Бюст С. А. Есенина, скульптор И. Г. Онищенко. Выставленный в 1957 году на посвящённой 40-летию Октября Всесоюзной художественной выставке бюст стал первым получившим широкую известность и признание общественности скульптурным воплощением образа поэта и принёс подлинный успех его создателю. Критики оценили верно подмеченный скульптором лёгкий есенинский поворот головы вправо и живой, одухотворённый взгляд. После выставки 23 мая 1958 года скульптура Есенина украсила фойе носившей имя поэта Рязанской областной филармонии. В 2014 году бюст передан в дар музею-заповеднику имени С. А. Есенина.[3][4][5]
- Второй вариант бюста С. А. Есенина скульптора И. Г. Онищенко. Установлен в Константинове в 1969 году возле Дома культуры, а впоследствии перенесён к родительской усадьбе поэта, где простоял до 2007 года. На открытом воздухе белый мрамор начал разрушаться, потребовались реставрационные работы, которые выполнила заслуженный художник РФ Р. А. Лысенина. Руководство музея приняло решение установить скульптуру в фойе Дома культуры в селе Кузьминском.[5]
- Бюст С. А. Есенина, скульптор А. П. Усаченко. Установлен в Константинове в октябре 1975 года, а к 1 октября 1995 года перемещён в Верхний городской сад Рязани.[6]
- Трёхметровый бронзовый памятник в Константинове, скульптор А. А. Бичуков. Установлен 4 октября 2007 года в расположенном рядом с усадьбой парке. Торжественное открытие состоялось 7 октября.[7]